# KkStB 93
Die kkStB 93 war eine Tenderdampflokomotivreihe der k.k. Staatsbahnen (kkStB) mit der Achsformel Cn2t,
die von mehreren unterschiedlichen Privatbahnen zur kkStB kam.
So stammten die 93.01–05 und 11–13 von der Österreichischen Lokaleisenbahngesellschaft (ÖLEG),
die 93.11"–12" von der Kaiser Ferdinands-Nordbahn (KFNB),
die 93.13"–17" von der Österreichischen Nordwestbahn (ÖNWB),
die 93.16–18 von der Kremstalbahn (KTB), später Reihe kkStB 193,
die 93.18"–19" von den Böhmischen Commercialbahnen (BCB) und
die 93.20"–21" von der Reichenberg-Gablonz-Tannwalder Eisenbahn (RGTE), später Reihe kkStB 293.

## KkStB 93.01–05, 11–13 (ÖLEG) und 11"–12" (KFNB)
| ÖLEG F / KFNB IX / kkStB 93.01–05, 11–13, 11"–12" | ÖLEG F / KFNB IX / kkStB 93.01–05, 11–13, 11"–12" |
| ÖLEG F 501 später kkStB 93.01                     | ÖLEG F 501 später kkStB 93.01                     |
| Technische Daten                                  | Technische Daten                                  |
| ------------------------------------------------- | ------------------------------------------------- |
| Bauart                                            | Cn2t                                              |
| Zylinder-Ø                                        | 320 mm                                            |
| Kolbenhub                                         | 400 mm                                            |
| Rad-Ø                                             | 792 mm                                            |
| Radstand                                          | 2250 mm                                           |
| Heizfl. d. Rohre                                  | 50,4 m²                                           |
| Heizfl. d. Feuerbüchse                            | 4,6 m²                                            |
| Rostfl.                                           | 1,20 m²                                           |
| Dampfdruck                                        | 12                                                |
| Gewicht (leer)                                    | 16,8 t                                            |
| Gewicht (ausgerüstet)                             | 25,0 t                                            |
| Länge                                             | 7,419 m                                           |
| Höhe                                              | 3,974 m                                           |
| Wasser                                            | 4,0 m³                                            |
| Kohle                                             | 1,5 m³                                            |

Die KFNB bestellte drei Tenderlokomotiven bei der Lokomotivfabrik Floridsdorf, die baugleich zur ÖLEG-Reihe F waren.
Die Maschinen wurden 1881 bis 1883 geliefert.
Sie bekamen die Nummern 904–906 und hießen ursprünglich ZBOROWITZ, HOLEŠOV und BISTRITZ a. H. Die 904 wurde 1895 ausgemustert, 905 kam als 300.101 zur ČSD und wurde 1926 ausgeschieden, 906 schließlich kam zur PKP, von der sie vor 1925 ausgemustert wurde.

## KkStB 93.13"–17" (ÖNWB)
| ÖNWB 503L–504L, 507L–509L / kkStB 93.13"–17"              | ÖNWB 503L–504L, 507L–509L / kkStB 93.13"–17" | ÖNWB 503L–504L, 507L–509L / kkStB 93.13"–17" | ÖNWB 503L–504L, 507L–509L / kkStB 93.13"–17" |
| --------------------------------------------------------- | -------------------------------------------- | -------------------------------------------- | -------------------------------------------- |
| ex ÖLEG F ÖNWB 509L später kkStB 93.17 danach ČSD 300.102 |                                              |                                              |                                              |
| Technische Daten                                          |                                              |                                              |                                              |
| Nummernbereich                                            | 503L–504L                                    | 507L–508L                                    | 509L                                         |
| Bauart                                                    | Ct n2                                        | Ct n2                                        | Ct n2                                        |
| Zylinder-Ø                                                | 320 mm                                       | 320 mm                                       | 320 mm                                       |
| Kolbenhub                                                 | 400 mm                                       | 400 mm                                       | 400 mm                                       |
| Treibrad-Ø                                                | 830 mm                                       | 830 mm                                       | 820 mm                                       |
| Laufrad-Ø vorne                                           | –                                            | –                                            | –                                            |
| Laufrad-Ø hinten                                          | –                                            | –                                            | –                                            |
| fester Radstand                                           | 2250 mm                                      | 2250 mm                                      | 2250 mm                                      |
| Gesamtradstand                                            | 2250 mm                                      | 2250 mm                                      | 2250 mm                                      |
| Gesamtradstand + Tender                                   | –                                            | –                                            | –                                            |
| Heizfl. d. Rohre                                          | 50,8 m²                                      | 50,8 m²                                      | 50,6 m²                                      |
| Heizfl. d. Feuerbüchse                                    | 3,40 m²                                      | 3,40 m²                                      | 3,70 m²                                      |
| Rostfl.                                                   | 1,03 m²                                      | 1,03 m²                                      | 0,98 m²                                      |
| Dampfdruck                                                | 12                                           | 12                                           | 12                                           |
| Gewicht (leer)                                            | 19,0 t                                       | 17,3 t                                       | 19,9 t                                       |
| Adhäsionsgewicht                                          | 24,9 t                                       | 24,0 t                                       | 26,2 t                                       |
| Dienstgewicht                                             | 24,9 t                                       | 24,0 t                                       | 26,2 t                                       |
| Dienstgewicht + T                                         | –                                            | –                                            | –                                            |
| Wasser                                                    | 4,0 m³                                       | 4,0 m³                                       | 4,0 m³                                       |
| Kohle                                                     | 1,5 m³                                       | 1,5 m³                                       | 1,5 m³                                       |
| Länge                                                     | 7,419 m                                      | 7,184 m                                      | 7,470 m                                      |
| Länge + Tender                                            | –                                            | –                                            | –                                            |
| Höhe                                                      | 4,175 m                                      | 3,950 m                                      | 3,950 m                                      |

Die fünf Lokalbahn-Tenderlokomotiven hatten bei der ÖNWB die Nummern 503L–504L und 507L–509L und wurden zwischen 1881 und 1902 gebaut.
Die ÖLEG beschaffte für die Lokalbahn Königshan–Schatzlar zwei Lokomotiven mit den Nummern 507L–508L, welche später von den kkStB die Nummern 93.15–16 erhielten. Bei der ÖLEG wurden diese Lokomotiven als Reihe F geführt. Eine weitere Lokomotive kam 1902 mit der Nummer 509L (kkStB 93.17) hinzu. Die 93.17 kam als 300.102 noch zur ČSD, die sie 1928 ausschied.

## KkStB 93.18"–19" (BCB)
Die beiden Lokalbahn-Tenderlokomotiven wurden 1882 von Krauss in München gebaut und bildeten bei den Böhmischen Commercialbahnen (BCB) die Reihe IIIKc.
Sie hatten die Namen TAXIS und FÜRSTENBRUCK.
Nach der Verstaatlichung der BCB 1910 bildeten sie 93.18–19 in Zweitbesetzung, wurden aber schon 1911 bzw. 1912 ausgemustert.